# Powiat husiatyński (Galicja)
Powiat husiatyński – dawny powiat kraju koronnego Królestwo Galicji i Lodomerii, istniejący w latach 1867–1918.
Siedzibą c.k. starostwa był Husiatyn. Powierzchnia powiatu w 1879 roku wynosiła 9,7368 mil kw. (560,26 km²), a ludność 68 076 osób. Powiat liczył 56 osad, zorganizowanych w 52 gminy katastralne.
Na terenie powiatu działały 2 sądy powiatowe – w Husiatynie i Kopyczyńcach.

## Starostowie powiatu
- Aleksander Lenczowski (1871)
- Klemens Drozdowski (1877–1882)[1]
- Edmund Nawrocki (1890)
- Eugeniusz Dültz[2] (m.in. w 1908[3])

## Komisarze rządowi
- Józef Mięsowicz (1871)
- Michał Kerekjarto (1879)
- Karol Mülhner (1882)
- Michał Sowiński (1890)